# Holzberg (Höhenzug)
Der Holzberg ist ein flächenmäßig kleiner, bis 444,5 m ü. NHN hoher Höhenzug des Weser-Leine-Berglands. Er liegt bei Stadtoldendorf im niedersächsischen Landkreis Holzminden.

## Geographie

### Lage

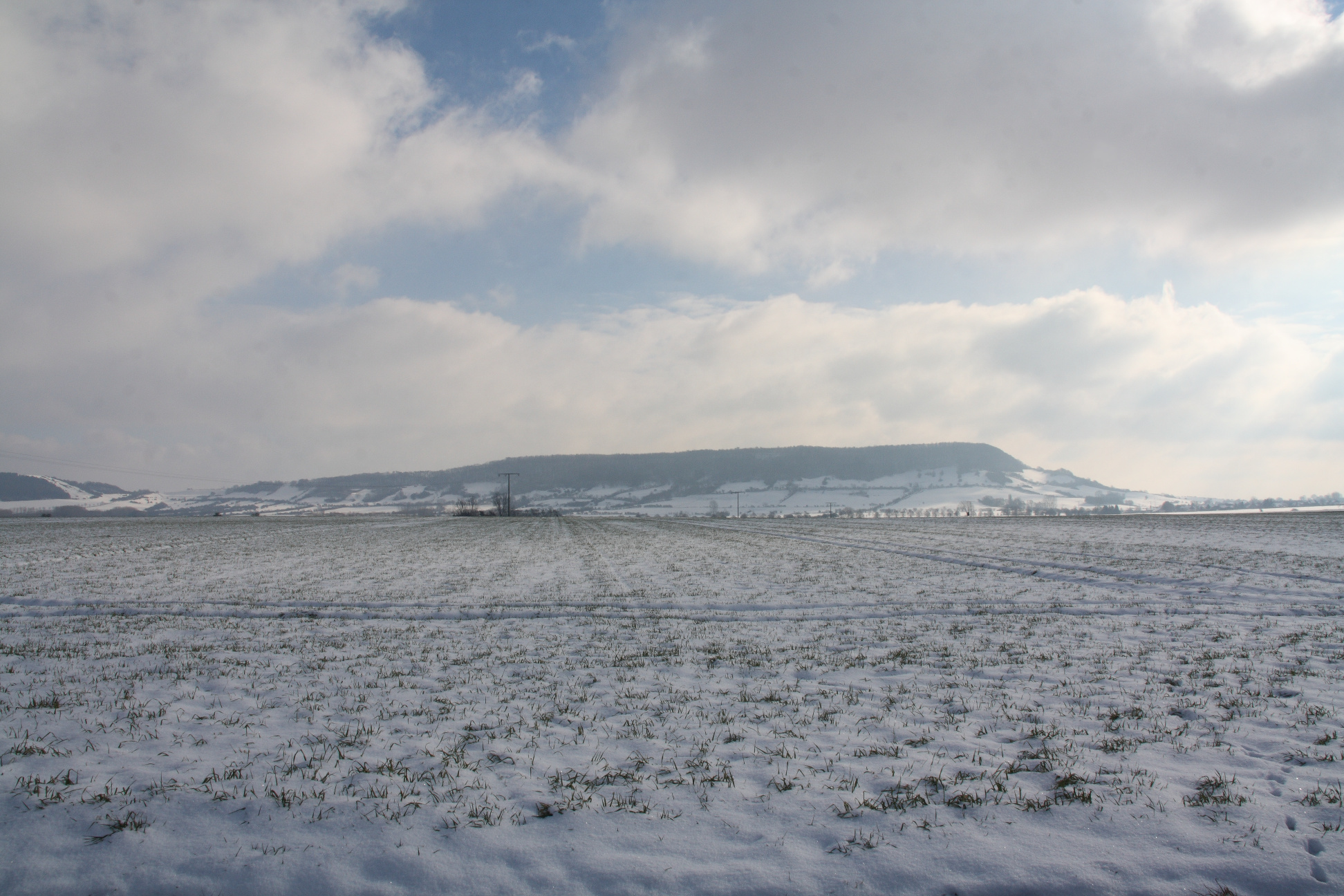
Blick von Nordwesten zum Holzberg

Der Höhenzug Holzberg liegt im Landkreis Holzminden auf der Nahtstelle von Leinebergland im Osten und Weserbergland im Westen. Er befindet sich nordöstlich des Sollings zwischen Stadtoldendorf im Nordwesten, dem Homburgwald im Norden, dem Elfas im Nordosten, den Amtsbergen im Südosten, von dem er nur durch das bei Denkiehausen gelegene Tal des Teichbachs getrennt ist, und Dassel im Südsüdosten.
Im Höhenzug Holzberg, dessen Ostteil Denkiehäuser Wald heißt, entspringen mehrere Bäche, die früher oder später zu Zuflüssen von Leine und Weser werden. Seine nördlichen Ausläufer werden vom hiesig entspringenden und nach Nordwesten fließenden Weser-Zufluss Lenne entwässert, die östlichen vom Spüligbach-Zufluss Teichbach, die südlichen vom nach Osten verlaufenden Oberlauf des Ilme-Zuflusses Spüligbach und die westlichen vom Forstbach-Zufluss Eberbach.

### Naturräumliche Zuordnung
Der Holzberg gehört – zusammen mit dem südöstlich liegenden Höhenzug Amtsberge und dem jenseits davon gelegenen Ellenser Wald – in der naturräumlichen Haupteinheitengruppe Weser-Leine-Bergland (Nr. 37), in der Haupteinheit Sollingvorland (371) und in der Untereinheit Nördliches Solling-Vorland (371.0) zum Naturraum Amtsberge (371.04). Die Landschaft leitet nach Nordwesten in den Naturraum Stadtoldendorfer Hochfläche (371.02) und nach Nordosten in den Naturraum Elfasumland (371.06) über. Im Südwesten schließt sich die zur Haupteinheit Solling, Bramwald und Reinhardswald (370) zählende Untereinheit Nördlicher Solling (370.0) an.

### Erhebungen
Zu den Erhebungen des Höhenzugs Holzberg gehören – sortiert nach Höhe in Meter (m) über Normalhöhennull (NHN) oder Normalnull (NN):
- Holzberg (444,5 m)[1][3] – an südlichen Felshängen des Holzbergs
- namenlose Erhebung (441,3 m)[3] – südlich der (westlichen) Klippen
- namenlose Erhebung (436,0 m)[3] – südlich der (westlichen) Klippen
- namenlose Erhebung (405,4 m)[3] – im Mittelteil des Holzbergs
- namenlose Erhebung (397,0 m)[3] – nordöstlich der (westlichen) Klippen

### Fließgewässer
Zu den Fließgewässern im und am Höhenzug Holzberg gehören:
- Eberbach – südwestlicher Quellbach des Forstbachs
- Lenne – östlicher Zufluss der Weser; entspringt am Holzberg-Nordrand
- Spüligbach – nordwestlicher Zufluss der Ilme; entspringt am Holzberg-Südrand
- Teichbach – nördlicher Zufluss des Spüligbachs

### Ortschaften
Ortschaften am Höhenzug Holzberg sind: 
- Dassel – im Südosten
- Deensen – im Westen
- Braak – im Südwesten
- Heinade – im Süden
- Linnenkamp – im Nordosten
- Stadtoldendorf – im Norden
- Wangelnstedt – im Nordosten

## Schutzgebiete
Bis auf die Flanken des bewaldeten Holzberges reichen Teile des Naturschutzgebiets Holzbergwiesen (CDDA-Nr. 163781; 1991 ausgewiesen; 3,75 km² groß), des Landschaftsschutzgebiets Nordwestlicher Holzberg (CDDA-Nr. 323286; 1956; 1,22 km²) und des Fauna-Flora-Habitat-Gebiets Holzberg bei Stadtoldendorf, Heukenberg (FFH-Nr. 4123-301; 7,81 km²). Auf dem Höhenzug liegen Teile des Vogelschutzgebiets Sollingvorland (VSG-Nr. 4022-431; 168,85 km²), dass der EU-Vogelschutzrichtlinie unterliegt.
Biotope wie Magerwiese, Quellmoor oder Kalkbuchenwald sind Lebensraum für bedrohte Tier- und Pflanzenarten wie die Schmale Windelschnecke, die Schuppenfrüchtige Gelb-Segge oder das Breitblättrige Wollgras sowie für schutzwürdige Vogelarten wie Grauspecht, Rotmilan oder Uhu.

## Sehenswertes
Zu den Sehenswürdigkeiten des Höhenzugs Holzberg gehören neben der Waldlandschaft (interessante Flora auf Muschelkalkboden) die „Klippen“, die östlich von Braak (Ortsteil von Deensen) liegen und steil zu dieser Ortschaft abfallen.